# Oligia amoena
Oligia amoena är en fjärilsart som beskrevs av Krulikovski 1908. Oligia amoena ingår i släktet Oligia och familjen nattflyn. Inga underarter finns listade i Catalogue of Life.